# Tmesisternus fergussoni
Tmesisternus fergussoni es una especie de escarabajo del género Tmesisternus, familia Cerambycidae. Fue descrita científicamente por Breuning en 1970.
Habita en Papúa Nueva Guinea.